# Elvis Sings Hits from His Movies, Volume 1
Elvis Sings Hits from His Movies, Volume 1 är ett samlingsalbum av den amerikanske sångaren och musikern Elvis Presley, släppt den 1 juni 1972 av RCA Records på dess budgetmärke, RCA Camden. Albumet består av tio tidigare utgivna låtar, där åtta av låtarna kommer från fyra av Elvis Presleys filmer, medan "Guitar Man" och "Big Boss Man" härrör från en studiosession i Nashville i Tennessee i september 1967.
Albumet nådde som bäst plats 87 på Billboard 200-listan i USA. Det certifierades guld och platina den 6 januari 2004 av Recording Industry Association of America (RIAA) för en försäljning av en miljon exemplar i USA.

## Albumet
Detta budgetalbum och dess uppföljare, Burning Love and Hits from His Movies, Volume 2, bestod, trots namnet "Hits from His Movies", antingen av framgångsrika låtar som inte kom från Elvis filmer eller av filmlåtar som inte hade rönt någon större framgång. Alla låtarna hade dessutom givits ut på album tidigare. Men det växande antalet utgåvor på RCA:s budgetmärke Camden hade sedan decennieskiftet 1970 givit Elvis och hans manager, överste Tom Parker, lukrativa extrainkomster, och för Parker var det av större vikt att öka intäkterna än att stärka Elvis karriär.

## Låtlista
| 1. | Down by the Riverside and When the Saints Go Marching In (från filmen Frankie and Johnny och albumet Frankie and Johnny) | Bernie Baum, Bill Giant, Florence Kaye  | 12 maj 1965 (track) 13 maj 1965 (vocal)              | 1:55 |
| 2. | They Remind Me Too Much of You (från filmen It Happened at the World's Fair och albumet It Happened at the World's Fair) | Don Robertson                           | 22 september 1962                                    | 2:30 |
| 3. | Confidence (från filmen Clambake och albumet Clambake)                                                                   | Roy C. Bennett, Sid Tepper              | 22–23 februari 1967 (track) 23 februari 1967 (vocal) | 2:31 |
| 4. | Frankie and Johnny (från filmen Frankie and Johnny och albumet Frankie and Johnny)                                       | Alex Gottlieb, Fred Karger, Ben Weisman | 15 maj 1965                                          | 2:33 |
| 5. | Guitar Man (Icke-filmlåt – bonusspår från albumet Clambake)                                                              | Jerry Reed                              | 10 september 1967                                    | 2:20 |

| 1.           | Long Legged Girl (with the Short Dress On) (från filmen Double Trouble och albumet Double Trouble)                  | J. Leslie McFarland, Winfield Scott | 29 juni 1966                              | 1:27  |
| 2.           | You Don't Know Me (från filmen Clambake och albumet Clambake)                                                       | Cindy Walker, Eddy Arnold           | 11 september 1967                         | 2:31  |
| 3.           | How Would You Like to Be? (från filmen It Happened at the World's Fair och albumet It Happened at the World's Fair) | Ben Raleigh, Mark Barkan            | 22 september 1962                         | 3:26  |
| 4.           | Big Boss Man (Icke-filmlåt – bonusspår från albumet Clambake)                                                       | Luther Dixon, Al Smith              | 10 september 1967                         | 2:53  |
| 5.           | Old MacDonald (från filmen Double Trouble och albumet Double Trouble)                                               | Randy Starr                         | 29 juni 1966 (track) 30 juni 1966 (vocal) | 2:04  |
| Total längd: | Total längd: | Total längd:                        | Total längd:                              | 24:10 |